# Britse koloniën

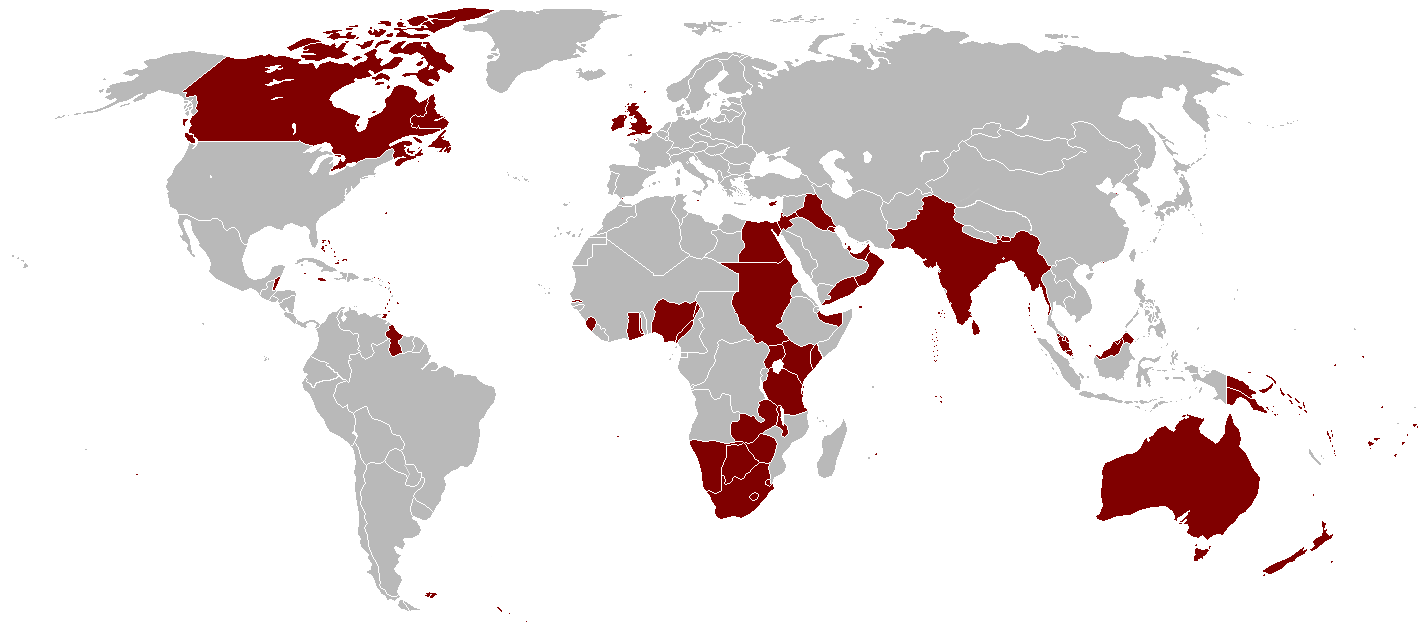
Het Britse Rijk in 1921, aangeduid in rood, dat de typische kleur was voor Britse gebieden op kaarten.

Zie voor uitgebreide informatie over de geschiedenis van het Britse Rijk, inclusief de vele koloniën: Britse Rijk.
- Dertien koloniën in Noord-Amerika, 1607-1776
- Australië, 1788-1901
- Nieuw-Zeeland, 1840-1907
- Hongkong, 1841-1997
- kolonie Singapore, 1819-1963
- Maleisië bestaande uit de Straits Settlements, Johor, Gefedereerde Maleise Staten, Kedah, Perlis, Kelantan, Terengganu, Noord-Borneo, Sarawak en Brunei, 1771-1963
- Brits-Indië, waaronder India, Pakistan, Bangladesh en Birma, 1858-1947
- Brits-Ceylon, 1815-1948 sinds 1972 Sri Lanka
- Zuid-Afrika, 1806-1910
- Egypte, 1914-1922
- Anglo-Egyptisch Soedan, 1899-1956
- Kolonie en Protectoraat Nigeria, 1885-1960
- Goudkust, tegenwoordig Ghana 1821-1957
- Brits-Oost-Afrika, thans Kenia 1895-1963
- Oeganda, 1894-1961
- Brits-Somaliland, een deel van het huidige Somalië 1884-1960
- Rhodesië, tegenwoordig Zambia en Zimbabwe 1893-1965 (1980 officieel)
- Nyasaland, komt overeen met Malawi 1883-1964
- Basutoland, tegenwoordig Lesotho 1884-1966
- Swaziland, 1902-1968
- Sierra Leone, 1790-1961
- kolonie en Protectoraat Gambia, 1821-1965
- Brits-West-Indië, 1607-heden
- Brits-Honduras, tegenwoordig Belize 1871-1981 daarvoor hoorde het bij Jamaica
- Brits-Guiana, 1814-1966
- Falklandeilanden, 1833-heden
- Canada, 1670-1947
- Helgoland, verworven in 1807. Werd in 1890 met Duitsland geruild tegen Zanzibar
- Cyprus, dat in 1877 op het Ottomaanse Rijk werd geannexeerd, onafhankelijk 1960

Na de Eerste Wereldoorlog valt hun oog ook nog op delen van het Ottomaanse Rijk, dat door de Vrede van Sèvres (1920) wordt gereduceerd tot het kerngebied Turkije en Istanboel met omgeving:
- een deel van Perzië
- Mesopotamië tot 1932
- Palestina en Trans-Jordanië tot 1947-8

En ook op de Duitse koloniën in 1918:
- Duits-Oost-Afrika of Tanganyika tot 1961
- Duits-Kameroen, waarvan een smalle grensstrook bij Nigeria kwam, Brits tot 1961
- Westelijk Togoland, dat bij Goudkust kwam, Brits tot 1957
- Duits-Nieuw-Guinea dat Australië als mandaat toekwam, Australisch tot 1975

Hiernaast had het Verenigd Koninkrijk ook nog heel veel invloed in een aantal gebieden, zoals in het verzwakte Qing-China, en deelde het ook een aantal invloedssferen met het Russische Keizerrijk in Centraal-Azië, waaronder in Perzië en Afghanistan.
kolonie · kolonisatie · kolonialisme · dekolonisatie (staatkundig) · dekolonisatie (cultureel)· neokolonialisme · postkolonialisme · imperialisme